# Dicranota (Rhaphidolabis) kaliya
Dicranota (Rhaphidolabis) kaliya is een tweevleugelige uit de familie Pediciidae. De soort komt voor in het Oriëntaals gebied.